# Kelsea
Kelsea è il terzo album in studio della cantante statunitense Kelsea Ballerini, pubblicato nel 2020.

## Pubblicazione
La cantante ha annunciato nel luglio 2019 di aver completato il suo terzo album in studio. Il 20 gennaio 2020 ha svelato il titolo e la data di commercializzazione di Kelsea, rivelandone la lista tracce il 27 febbraio successivo. L'11 settembre 2020 l'album ha avuto una riedizione acustica intitolata Ballerini.

## Tracce
1. Overshare – 2:50
2. Club – 3:01
3. Homecoming Queen? – 2:48
4. The Other Girl (con Halsey) – 3:21
5. Love Me Like a Girl – 2:57
6. Love and Hate – 2:58
7. Bragger – 2:46
8. Hole in the Bottle – 2:36
9. Half of My Hometown (featuring Kenny Chesney) – 3:52
10. The Way I Used To – 3:15
11. Needy – 3:12
12. A Country Song – 3:13
13. LA – 2:47

## Classifiche
| Classifica (2020) | Posizione massima |
| ----------------- | ----------------- |
| Australia         | 27                |
| Canada            | 23                |
| Regno Unito       | 84                |
| Stati Uniti       | 12                |